# Алагай
Алагай (Алагай-беки, Алаха-бэки, Адаха-беки, монг. Алага Бэхи?, ᠠᠯᠠᠭ᠎ᠠ
ᠪᠡᠬᠢ?; кит. 阿剌海别吉; ок. 1191 — 1230) — третья дочь Чингисхана и его старшей жены Бортэ, правительница онгутов.

## Биография
По сообщениям персидского историка Рашид ад-Дина, из всех дочерей Чингисхана и Бортэ Алагай была третьей по возрасту, моложе Угэдэя (родился в 1186 году) и старше Толуя (родился около 1193 года). Американский исследователь Джек Уэзерфорд, исходя из этих сведений, принимал за дату рождения Алагай 1191 год.
В молодом возрасте Алагай в знак признания преданности онгутов была выдана за родственника их правителя Алахуш-Дигитхури,  в 1204 году предупредившего Чингиса о готовящемся против того наступлении найманов. Точно неизвестно, кто был первым мужем Алагай: так, в «Таблице принцесс» из китайской летописи «Юань ши» и биографии Алахуш-Дигитхури она указана как жена его младшего сына Боёха; по «Джами ат-таварих», Алагай была выдана за племянника Алахуш-Дигитхури Шенгуя. Другую версию выдвигали авторы позднейших китайских компиляций: согласно ей, первым мужем Алагай был старший сын Алахуш-Дигитхури Бай-Шибу (Буян-Сибан). Ту Цзи, автор «Исторических записок о монголах» («Мэн-у-эр ши цзи»), очевидно, принимая во внимание все имеющиеся версии, предполагал, что Алагай сначала была женой Бай-Шибу, затем Шенгуя, а только потом — Боёха, однако это мнение не подтверждается другими источниками.
Так или иначе, Алагай была отправлена в онгутские земли в Северном Китае. Это дало Чингисхану точку опоры за пустыней Гоби, где находились оседлые государства с большим населением. Алагай снабжала монгольские войска лошадьми и провизией всякий раз, когда они приходили на юг, и регулярно отправляла воинов для помощи отцу в походах.
Недовольные союзом с Чингисханом, в 1211 году онгуты подняли восстание, и Алахуш-Дигитхури и Бай-Шибу были убиты. Отправив к онгутам войско, хан подавил восстание. Хотя Чингис намеревался казнить всех онгутских мужчин выше колеса повозки в качестве наказания (как, например, это было после разгрома татар в 1202 году), Алагай убедила отца наказать только убийц Алахуш-Дигитхури, вернув к себе таким образом доверие со стороны онгутов. Зачинщики убийства были казнены вместе со своими семьями.
В 1219 году, когда Чингисхан выехал на войну с Хорезмом, он поручил Алагай под контроль земли к югу от Гоби в своё отсутствие; собственно Монголия и северная Гоби в это время находились под управлением дяди Алагай, Тэмуге-Отчигина. Алагай был присвоен титул Тору дзасагчи гунджи — принцесса-правительница.
От Шенгуя у Алагай был сын по имени Ангудай (Негудай), женатый на одной из дочерей Толуя и погибший в годы войны с империей Сун. После смерти Шенгуя в 1225 году Алагай вышла замуж за Боёха, которому в то время было только семнадцать лет.
Алагай содействовала распространению грамотности среди монголов и, по словам китайского посланника, ежедневно читала. Особый интерес для неё представляли религиозные и медицинские тексты. Известно также, что Алагай организовывала браки между мужчинами-онгутами и представительницами рода Борджигинов, к которому принадлежала сама. За её долгое правление это переросло в традицию, о которой спустя полвека упоминал Марко Поло в своей «Книге о разнообразии мира».
В 1305 году указом императора Тэмура Алагай был присвоен посмертный титул Ци-го да-чжан гун-чжу.